# Stanley Rocket Steamer

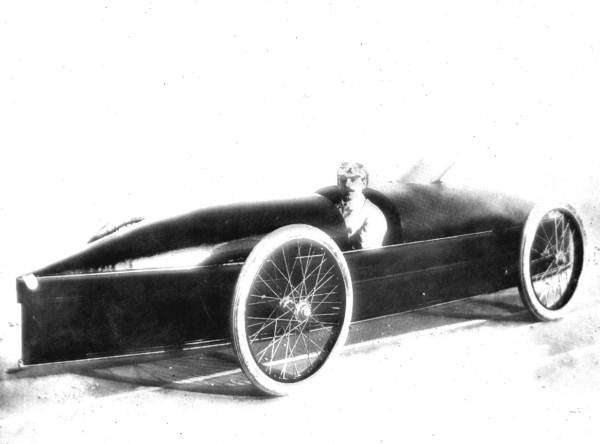
Fred Marriott im Stanley Rocket Steamer

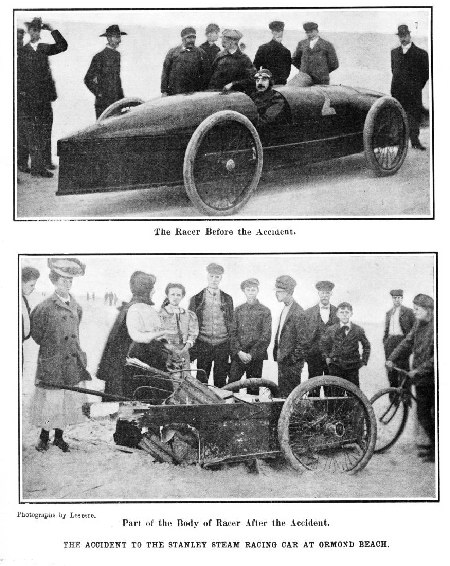
Stanley Rocket Steamer (1907, vor und nach dem Unfall)

Der Stanley Rocket Steamer war ein dampfbetriebener Geschwindigkeitsrekordwagen, der von der US-amerikanischen Stanley Motor Carriage Company konstruiert wurde.

## Rekord
Fred Marriott erzielte mit dem Rocket Steamer am 26. Januar 1906 auf dem Daytona Beach Road Course am Strand von Daytona Beach einen Geschwindigkeitsweltrekord über 205,44 km/h. Mit seiner Zeit von 28,2 Sekunden über die Meile war Marriott der erste Mensch, der schneller als 200 km/h fuhr. Der rote Rocket Steamer erinnerte eher an ein „umgeschlagenes Kanu auf Rädern“ als an einen Rekordwagen. Die Geschwindigkeit über den Kilometer wurde in 18,4 Sekunden (195,65 km/h) gemessen, wobei nur dieser Rekord offiziell anerkannt wurde.
Fast genau ein Jahr nach der Rekordfahrt wollte Marriott den Rekord verbessern. Er geriet bei dieser Fahrt an eine stark zerfurchte Stelle der Strecke, schleuderte und überschlug sich. Marriott wurde dabei schwer verletzt. Erst im August 2009 wurde Marriotts Rekord mit einem britischen Dampfwagen in der Mojave-Wüste gebrochen.

## Technische Daten
- Antrieb: Zweizylinder-Dampfmaschine mit 3376 cm³ Hubraum (114,3 mm Bohrung und 165 mm Hub)
- Leistung: 150 PS (kurzfristig) bei einem Dampfdruck von 60 bar.
- Kessel: 762 mm Durchmesser mit 1475 Kupferröhren und 26,45 m² Heizfläche
- Aufbau: Holzkarosserie
- Räder: 34-Zoll-Reifen mit 4,2 bar Luftdruck
- Gesamtgewicht: 993 kg.[2]